# نادي عفيف
نادي عفيف السعودي نادي رياضي تأسس عام 1976مـ و1396هـ وهو أحد أندية الدرجة الثانية بمنطقة الرياض في مدينة عفيف .
الوان النادي الأحمر والأزرق.

## تشكيلة الفريق الأول
ملاحظة: تشير الأعلام إلى المنتخب الوطني على النحو المحدد في قواعد الأهلية للفيفا. قد يحمل اللاعبون أكثر من جنسية واحدة غير تابعة للفيفا.
| الرقم | البلد    | المركز | اللاعب            |
| ----- | -------- | ------ | ----------------- |
| --    | السعودية | حارس   | ريان أبو لطيفة    |
| --    | السعودية | حارس   | سالم المرزوقي     |
| --    | السعودية | حارس   | عتيق السلمي       |
| --    | السعودية | مدافع  | مشاري البيشي      |
| --    | السعودية | مدافع  | فهد الدوسري       |
| --    | السعودية | مدافع  | حيدر الجيزاني     |
| --    | السعودية | مدافع  | محمد القرني       |
| --    | السعودية | مدافع  | حامد الشريف       |
| --    | السعودية | مدافع  | بسام هوساوي       |
| --    | السعودية | مدافع  | مازن عثمان        |
| --    | السعودية | مدافع  | عبد المجيد صنيتان |
| --    | السعودية | مدافع  | خالد سفياني       |

| الرقم | البلد    | المركز | اللاعب              |
| ----- | -------- | ------ | ------------------- |
| --    | السعودية | وسط    | عبد العزيز المرحبي  |
| --    | السعودية | وسط    | علي القرني          |
| --    | السعودية | وسط    | ثابت الصالحي        |
| --    | السعودية | وسط    | رامي الشمراني       |
| --    | السعودية | وسط    | حسام مجرشي          |
| --    | السعودية | وسط    | حماد مناجى          |
| --    | السعودية | وسط    | مبروك مبارك         |
| --    | أرمينيا  | وسط    | زافين بادويان       |
| --    | نيجيريا  | وسط    | يوليوس ديفيد أوفوما |
| --    | تونس     | مهاجم  | أحمد بوسعيد         |
| --    | السعودية | مهاجم  | مقرن عيد            |
| --    | السعودية | مهاجم  | سعود فلاتة          |